# Rodrigo Antas
Rodrigo Antas (* 4. November 1986 in Rio de Janeiro) ist ein brasilianischer Schauspieler und Synchronsprecher.

## Leben
Rodrigo Antas wuchs in Rio de Janeiro auf.
Nach seinem Schulabschluss absolvierte er eine professionelle Schauspielausbildung. Seit 2005 steht er als Schauspieler vor der Kamera.
Antas ist umfangreich als Synchronsprecher aktiv. Seit Ende der 2000er-Jahre synchronisiert er in brasilianischem Portugiesisch die Figur des Bart Simpson in der Zeichentrickserie Die Simpsons. Zudem sprach er zahlreiche Figuren in verschiedenen Animationsfilmen und Zeichentrickfilmen wie beispielsweise in Toy Story 3, 101 Dalmatiner, Looney Tunes oder Willkommen bei den Louds.

## Filmografie (Auswahl)
- 2005: Historietas Assombradas
- 2015: Haunted Tales for Wicked Kids (Fernsehserie)